# モッローネ・デル・サンニオ
モッローネ・デル・サンニオ（イタリア語: Morrone del Sannio）は、イタリア共和国モリーゼ州カンポバッソ県にある、人口約600人の基礎自治体（コムーネ）。

## 地理

### 位置・広がり

#### 隣接コムーネ
隣接するコムーネは以下の通り。
- カンポリエート
- カザカレンダ
- カステルボッタッチョ
- カステッリーノ・デル・ビフェルノ
- ルチート
- ルパーラ
- プロッヴィデンティ
- リパボットーニ